# TYO (旅行ブランド)
TYOとは、東北地方（青森県・岩手県・宮城県・秋田県・山形県・福島県）と長野県・新潟県から、東京都・神奈川県・千葉県・埼玉県を中心とした首都圏への旅行に特化した、東日本旅客鉄道（JR東日本）の旅行ブランドである。
TYOブランドの旅行商品は、JR東日本グループの株式会社JR東日本びゅうツーリズム&セールスが販売を行なっている。